# Florent Pereira
Florent Pereira (19 oktober 1993) is een Frans wielrenner die anno 2015 uitkomt voor Team Pro Immo Nicolas Roux. Sinds 1 augustus 2015 is Pereira stagiair bij AG2R La Mondiale.

## Overwinningen
Pereira boekte nog geen overwinningen in de UCI Continentale circuits.

## Resultaten in voornaamste wedstrijden
|      | \| Jaar \| Parijs-Tours \| \| ---- \| ------------ \| \| 2016 \| 75e \| |
| Jaar | Parijs-Tours                                                            |
| 2016 | 75e                                                                     |

## Ploegen
- 2013- Team Pro Immo Nicolas Roux
- 2014- Team Pro Immo Nicolas Roux
- 2015- Team Pro Immo Nicolas Roux
- 2015- AG2R La Mondiale (stagiair)

Bagdonas · Bakelants · Bardet · Bérard · Betancur · Bonnafond · Cherel · Daniel · Denz · Domont · Dumoulin · Dupont · Gastauer · Gaudin · Gougeard · Gretsch · Houle · Jauregui · Kadri · Latour · Minard · Mondory · Montaguti ·  Nocentini · Péraud · Pozzovivo · Riblon · Turgot · Vansummeren · Vuillermoz · Bidard (stagiair) · Campistrous (stagiair) · Pereira (stagiair)